# Raingiléis
Raingiléis (auch Ballywiheen oder Reaglais; irisch An Raigléis) ist eine frühchristliche Klostersiedlung auf der Dingle-Halbinsel in der Nähe von Ballyferriter und Reask im County Kerry in Irland.
Die Ringmauer eines Dun umschließt wie im nahen Reask, ein Oratorium, einen Kreuzstein mit einem Malteserkreuz und einem Loch in der Mitte, (eine Sonnenuhr), einige andere Cross Slabs und einige Steinhügel, die als die Reste von Bienenkorbhütten anzusehen sind. 
Das Niveau des Platzes hat sich beträchtlich angehoben – im Fall des Oratoriums bis zur Höhe des Türsturzes. Darunter verborgen liegt sicher eine Struktur, die sehr ähnlich denjenigen in den ausgegrabenen Oratorien von Gallarus und Reask ist, das auf der anderen Seite des Hügels liegt.